# Ханс Улрих Рудел
Ханс Улрих Рудел (на немски: Hans-Ulrich Rudel) е германски пилот на Junkers Ju 87 (Юнкерс Ю 87 „Щука“) през Втората световна война. Той е единственият награден с най-високата степен на „Рицарски кръст“ – „Рицарски кръст със златни дъбови листа, мечове и диаманти“. Рудел успешно унищожава около 2000 единици военна техника, в това число 800 превозни средства, 519 танка, 150 артилерийски оръдия, 70 десантни кораба, 9 летателни апарата, 4 бронирани влака, един разрушител, два крайцера, линейния кораб „Марат“ и други наземни цели.

## Биография
Рудел е роден в Конрадсвалдау, Германия (след 1945 г. част от Полша), на 2 юли 1916 година, в семейство на протестантски свещеник. След гимназия е приет в Луфтвафе през 1936 година като офицерски кадет.
По време на кампанията в Полша през 1939 година, прави дълги бойни полети. На 11 октомври е награден с „Железен кръст“ II степен.
През май 1940 година е изпратен в школа за бомбардировачи, където са обучавани бъдещите пилоти на легендарните Юнкерс Ю 87 „Щука“. След завършването на школата е изпратен в ескадрила бомбардировачи, разположени в близост до Щутгарт. Участва в инвазията във Франция и Битката за Крит, но няма особени успехи.
Своя първи боен полет извършва на 23 юни 1941 година, един ден след началото на операция Барбароса. Неговите успехи бързо му донасят Железен кръст 1-ва степен. На 23 септември 1941 г. потапя съветския линеен кораб „Марат“.
Сталин дава награда от 100 000 рубли за главата му.
Свалян е 32 пъти, няколко от тях зад бойната линия и винаги е успявал да се върне при своите. Нито веднъж не е свален от изтребител.
Най-отличаваният немски воин през Втората световна война.
През февруари 1945 година е атакуван от изтребители и е ранен в бедрото. Кракът му е ампутиран, но му поставят протеза и продължава да лети.
Предава се на американците през май 1945 година.
Емигрира в Аржентина през 1948 година. След войната става близък приятел на аржентинския президент Хуан Перон. Там се запознава и става приятел на нацисткия доктор и военнопрестъпник Йозеф Менгеле. Написва автобиографична книга „Духът е всичко“ и книгата „Пилот на Щука“. Завръща се в Германия през 1953 година, където става член на Германската държавна партия. Започва успешен бизнес в следвоенна Германия.
Умира през 1982 година в Розенхайм. Погребан е в Дорнхаузен.

## Равносметка
През Втората световна война Рудел извършва над 2530 бойни полета (световен рекорд), свалян 32 пъти, но оцелява. Унищожава 4 съветски кораба, 519 танка, 70 десантни катера, 150 оръдия, 4 бронирани влака, 9 самолета и 800 други наземни цели.